# Francesca Ghirra
Francesca Ghirra (Cagliari, 25 luglio 1978) è una politica e funzionaria italiana, dal 13 ottobre 2022 deputata alla Camera per Alleanza Verdi e Sinistra.

## Biografia
Nata il 25 luglio 1978 a Cagliari, si è laureata in Conservazione dei beni culturali all'Università degli Studi "Suor Orsola Benincasa" di Napoli, lavora come funzionaria della Regione Sardegna e programmatrice culturale.
Dal 2006 al 2009 è stata consigliera di circoscrizione 2ª circoscrizione comunale di Cagliari.
Alle elezioni amministrative del 2011 si candida al consiglio comunale di Cagliari, tra le liste di Sinistra Ecologia Libertà (SEL) a sostegno del candidato sindaco del centro-sinistra Massimo Zedda, venendo eletta consigliera comunale e presiedendo la Commissione consiliare Cultura, Spettacolo e Pubblica Istruzione.
A luglio 2016, con la rielezione di Zedda a sindaco di Cagliari, viene nominata assessora alla Pianificazione strategica e Urbanistica nella sua giunta comunale, incarico che mantiene fino a marzo 2019. Verso la fine del 2016, con lo scioglimento di SEL, non aderisce a Sinistra Italiana (erede di SEL), ma aderisce a Campo Progressista di Giuliano Pisapia, ex sindaco di Milano, seguendo Zedda nel partecipare alla sua costituzione.
Alle elezioni amministrative del 2019 viene candidata come sindaca di Cagliari, sostenuta da una coalizione di centro-sinistra formata da: Partito Democratico, Campo Progressista e le liste "Siamo Cagliari" (Italia in Comune e Possibile), "Sinistra per Cagliari" (Articolo Uno), "Cagliari Città d'Europa" (PSI e UPC) e le civiche "Donne con Francesca Ghirra" e "Per Cagliari", venendo però battuta al primo turno dal candidato del centro-destra Paolo Truzzu, ottenendo il 47,78% dei voti contro il 50,12% di Truzzu. Viene comunque eletta consigliera comunale, in quanto candidata sindaco seconda classificata, e da allora guida l'opposizione in consiglio comunale.
Nell'estate 2022 aderisce al Partito Progressista di Massimo Zedda, che, in vista delle elezioni politiche anticipate del 25 settembre, ufficializza un accordo con la lista elettorale Alleanza Verdi e Sinistra, con la quale viene candidata alla Camera dei deputati, come capolista nel collegio plurinominale Sardegna - 01, venendo eletta deputata. Nella XIX legislatura è componente della 9ª Commissione Trasporti, poste e telecomunicazioni, della Giunta per il Regolamento, della Commissione parlamentare per il contrasto degli svantaggi derivanti dall'insularità e del Comitato consultivo sulla condotta dei deputati.